# Kormísta
Kormísta, en grec moderne : Κορμίστα, est un village et un ancien dème du district régional de Serrès, en Macédoine-Centrale, Grèce. Depuis 2010, il est fusionné au sein du dème d'Amphipolis.
Selon le recensement de 2011, la population du dème compte 1 912 habitants, tandis que celle du village s'élève à 555 habitants.